# Townhouse Studios
Die Townhouse Studios (offiziell: The Town House) waren ein Aufnahmestudio im Westen Londons. Von Richard Branson im Jahr 1978 gegründet und von Barbara Jeffries verwaltet, war es Teil der Studiogruppe von Virgin Records. Als Branson 1992 Virgin Records an den Musikverlag EMI verkaufte, wurde auch die Virgin Studios Group von EMI übernommen. 2002 erwarb die Sanctuary-Gruppe die Townhouse Studios. Al Stone, Tontechniker, Produzent und Ausbilder bei Town House, betrieb ab 2006 das Studio, bis es im Jahr 2008 nach dem Aufkauf von Sanctuary durch Universal geschlossen wurde. Im Gebäude waren drei Aufnahmeräume (Nummer 1, 2 und 4) untergebracht. Nummer 3 bildete die Rampart-Aufnahmestudios der Band The Who.
Seit der Produzent und Toningenieur Hugh Padgham im Studio 2 die Schlagzeugpassagen zu Phil Collins’ Stück In the Air Tonight aufgenommen hatte, wurde dieses Studio, das auch als „Stone Room“ bekannt wurde, zu einem besonders begehrten Ort für Schlagzeug-Aufnahmen.
Die Townhouse Studios arbeiteten seit ihrer Gründung eng mit dem Unternehmen Solid State Logic zusammen und waren das erste Tonstudio in Großbritannien, das ein B-Serien-Mischpult dieser Firma einsetzte. Im Studio 1 wurde außerdem das tausendste von SSL produzierte Mischpult eingerichtet. Das SSL B-Mischpult existiert immer noch.
Unter den Künstlern, die im Townhouse arbeiteten, waren unter anderem Elton John, Queen, Phil Collins, The Jam, Asia, Bryan Ferry, Coldplay, Muse, Duran Duran, Jamiroquai, Kylie Minogue, Oasis, XTC und Robbie Williams. Weitere waren Björk, Blur, Bob Dylan, Frank Zappa, Jennifer Lopez, Placebo, Sex Pistols und Peter Gabriel.